# Kabūd Kamar
Kabūd Kamar (persiska: كبود كمر) är en ort i Iran.   Den ligger i provinsen Markazi, i den nordvästra delen av landet, 130 km väster om huvudstaden Teheran. Kabūd Kamar ligger 1 742 meter över havet och antalet invånare är 729.
Terrängen runt Kabūd Kamar är kuperad norrut, men söderut är den platt.Runt Kabūd Kamar är det ganska glesbefolkat, med 27 invånare per kvadratkilometer. Kabūd Kamar är det största samhället i trakten. Trakten runt Kabūd Kamar består i huvudsak av gräsmarker.